# انگلیتازون
انگلیتازون (انگلیسی: Englitazone) یک دارو و عامل کاهش‌دهنده قند خون از کلاس تیازولیدیندیون (گلیتازون) است.